# Monument des Basques
Le monument des Basques, ou mémorial de la 36e division d'infanterie, est un monument situé à Craonnelle, dans le département de l'Aisne, en France. Il a été érigé en 1928 en mémoire des soldats de la 36e division d'infanterie française, composée principalement de mobilisés provenant des Pyrénées-Atlantiques, qui ont combattu au Chemin des Dames pendant la Première Guerre mondiale.

## Localisation
Le monument est situé sur le territoire de la commune de Craonnelle, dans le département de l'Aisne, au bord sud du Chemin des Dames, à l'ouest du plateau de Californie.

## Historique
Le mémorial rend hommage aux soldats de la 36e division d'infanterie composée en majorité de mobilisés originaires du sud-ouest de la France (Hautes-Pyrénées, Landes et Pyrénées-Atlantiques). Cette division participa à plusieurs reprises aux combats du Chemin des Dames pendant la Première Guerre mondiale. Elle subit d'importantes pertes, notamment à la ferme d'Hurtebise, au Plateau de Californie et à Craonne.
Le monument fut édifié à l'initiative d'anciens combattants du sud-ouest de la France. Le projet fut conçu en mai 1926. Sa construction fut financée par des souscriptions publiques et des subventions de communes basques , béarnaises et landaises. Il fut inauguré le 30 septembre 1928.
L’architecte Mathieu Forest et le sculpteur Claude Grange étaient eux-mêmes d'anciens combattants de la Première Guerre mondiale.
Le monument a été restauré en 1967; il est inscrit au titre des monuments historiques depuis 2003. Il .

## Description
Le monument est un obélisque haut de 14 m construit en pierres provenant de carrières de Souppes-sur-Loing.
La base de la face sud de l'obélisque comporte une sculpture représentant un basque en costume traditionnel portant le regard sur les bords sud du plateau du Chemin des Dames, lieu où se déroulèrent les batailles dans lesquelles les régiments de la division étaient engagés.
Les bases des faces latérales est et ouest comportent des couronnes de lauriers sculptées dans lesquelles sont inscrits les noms des départements d'origine des régiments de la 36e division d'infanterie ainsi que les noms des régiments au-dessus.
- Noms des départements inscrits dans les couronnes de lauriers :
  - Hautes-Pyrénées ;
  - Landes ;
  - Basses-Pyrénées.
- Noms des régiments inscrits au-dessus des couronnes de lauriers :
  - 12e RI de Tarbes ;
  - 14e RA de Tarbes ;
  - 18e RI de Pau ;
  - 34e RI de Mont-de-Marsan ;
  - 49e RI de Bayonne ;
  - 218e RI de Pau ;
  - 249e RI de Bayonne.

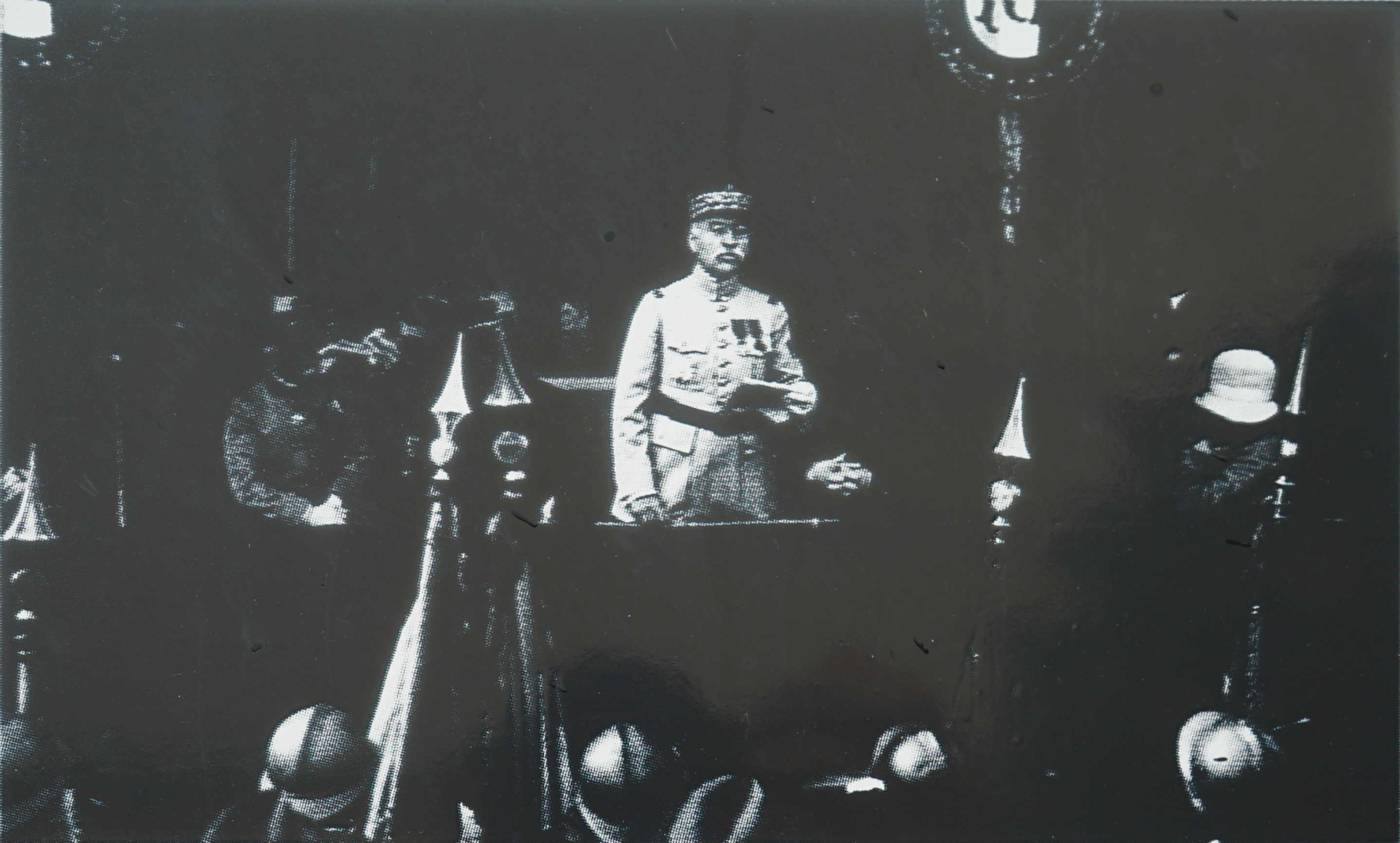
Le général Paquette, le 30 septembre 1928, discours de l'inauguration.

Un casque militaire est sculpté sur la base de la face nord de l'obélisque, sous lequel est gravée la liste des batailles de la Première Guerre mondiale auxquelles a participé la division :
« 
À la gloire de la 36e division d'Inf.

Qui prit une part glorieuse à toutes les batailles de la Guerre 1914-1918

Charleroi - Guise

Marne - Craonne

Août 1914 - Avril 1916
Verdun  -Argonne

Somme - 1916

Craonne - Alsace
Champagne-1917

Montdidier - Courcelles

Chemin-des-Dames

Laonnois 1918

En  mémoire des combats qu'elle livra sur ce plateau

Craonne - Vauclerc

Hurtebise (septembre 1914)

Les Creutes (25 janvier 1915)

Craonne - Californie

Mai-Juin 1917. 
 »
Ainsi que les noms de Lestoquois, Mittelhauser, Paquette, Jouanics généraux, les commandants de la division et la date d'inauguration du mémorial.